# Geoff Brabham
Geoff Brabham (Sydney, 1952. március 20. –) ausztrál autóversenyző, az 1993-as Le Mans-i 24 órás autóverseny győztese. A háromszoros Formula–1-es világbajnok, Jack Brabham fia, valamint Gary és David Brabham bátyja.

## Pályafutása
Sikerei jelentős részét túraautó bajnokságokban, valamint hosszútávú versenyeken érte el, ám több formula autós bajnokságban is versenyzett.
1981-ben a Can-Am sorozat bajnoka volt. 1981 és 1987 között az amerikai IndyCar széria futamain vett részt, majd 1988 és 1991 között négy alkalommal nyerte meg az IMSA GT bajnokságot.
1989-ben és 1991-ben megnyerte a Sebringi 12 órás futamot, majd Éric Hélary és Christophe Bouchut társaként győzött a Le Mans-i 24 órás versenyen 1993-ban.
1995 és 1997 között az ausztrál túraautó bajnokságban versenyzett, majd 1999-ben és 2001-ben a V8 Supercars sorozat futamain vett részt.

## Sikerei
- Can-Am - bajnok: 1981

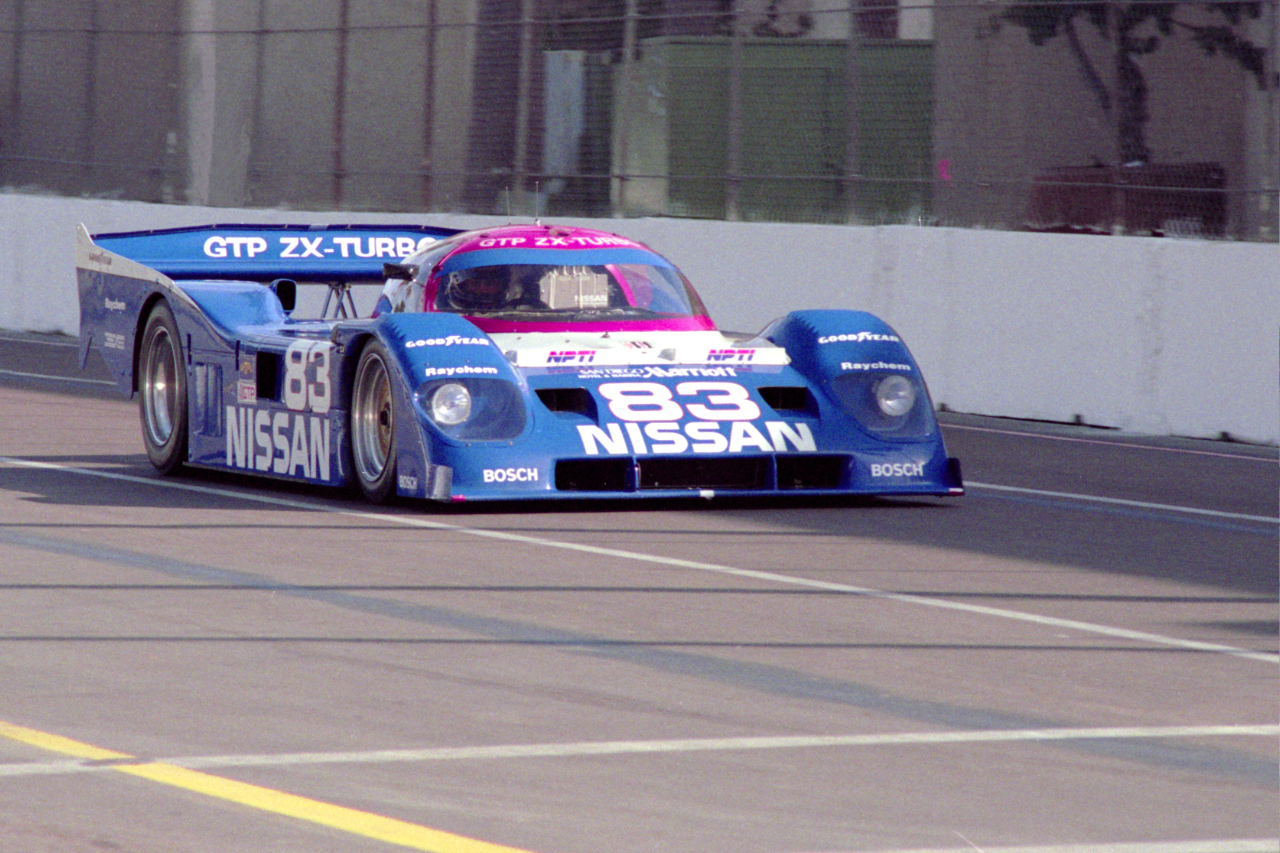
1990-ben az IMSA GT sorozat egy futamán

- IMSA GT - bajnok: 1988, 1989, 1990, 1991
- Le Mans-i 24 órás autóverseny - győzelem: 1993
- Sebringi 12 órás autóverseny - győzelem: 1989, 1991
- Bathurst 1000 győzelem - 1997

## Eredményei

### Indianapolisi 500
| Év   | Modell      | Motor        | Rajthely                | Eredmény |
| ---- | ----------- | ------------ | ----------------------- | -------- |
| 1981 | Team Penske | Cosworth     | 15.                     | 5.       |
| 1982 | March       | Cosworth     | 20.                     | 28.      |
| 1983 | Team Penske | Cosworth     | 26.                     | 4.       |
| 1984 | March       | Cosworth     | 8.                      | 33.      |
| 1985 | March       | Cosworth     | 9.                      | 19.      |
| 1986 | Lola        | Cosworth     | 20.                     | 12.      |
| 1987 | March       | Judd         | 14.                     | 24.      |
| 1990 | Lola        | Judd         | 19.                     | 19.      |
| 1991 | Truesport   | Judd         | 22.                     | 20.      |
| 1993 | Lola        | Menard-Buick | 29.                     | 26.      |
| 1994 | Lola        | Menard-Buick | Kiesett a kvalifikáción |          |

### Le Mans-i 24 órás autóverseny
| Év   | Csapat                          | Autó               | Csapattárs    | Csapattárs         | Helyezés | Kiesés oka |
| ---- | ------------------------------- | ------------------ | ------------- | ------------------ | -------- | ---------- |
| 1989 | Nissan International Motorsport | Nissan R89C        | Chip Robinson | Arie Luyendyk      | Kiesett  | Motorhiba  |
| 1990 | Nissan Performance Technologie  | Nissan R90CK       | Chip Robinson | Derek Daly         | Kiesett  | Motorhiba  |
| 1993 | Peugeot Talbot Sport            | Peugeot 908 Evo 1C | Éric Hélary   | Christophe Bouchut | Győzelem |            |